# Fort Boyard

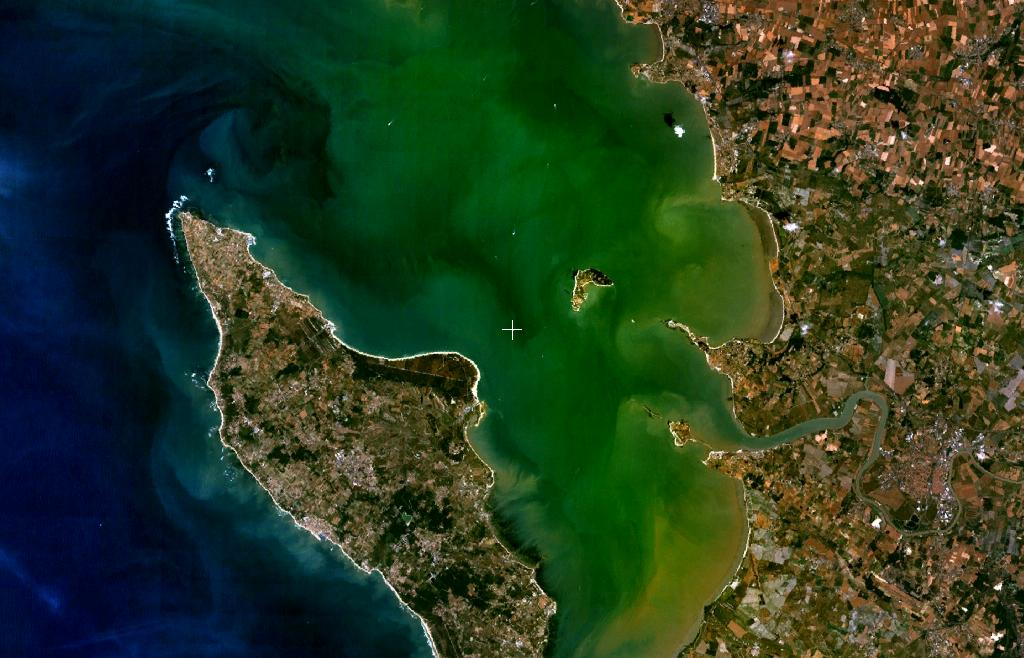
Collocazione del forte

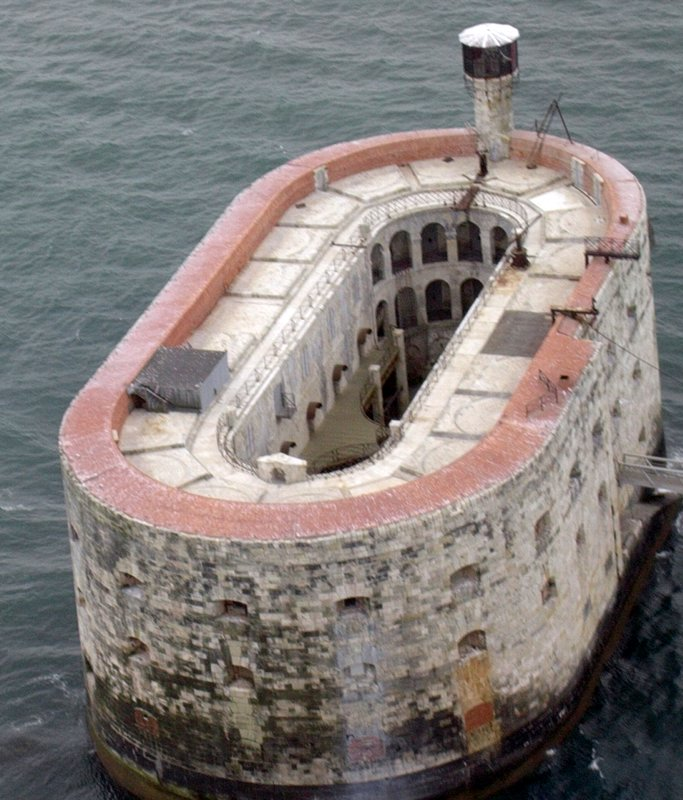
Vista dall'alto del forte

Fort Boyard è un forte collocato tra l'Île d'Aix e l'Île d'Oléron nello stretto di Pertuis d'Antioche, sulla costa occidentale della Francia. Ha una lunghezza di 61 metri, una larghezza di 31 e un'altezza di 20 metri.

## Storia
La costruzione del forte fu iniziata tra il 1661 ed il 1667, sotto il regno di Luigi XIV, il quale volle fortemente tale progetto, anche contro il parere del suo ingegnere militare, il famoso Sébastien Le Prestre de Vauban, il quale sosteneva l'impossibilità di costruire su un terreno così accidentato e lontano da punti di rifornimento o attracco. Lo scopo, per l'epoca, era la difesa di una parte della costa occidentale francese dai possibili attacchi della flotta inglese che si trovava in guerra col Regno di Francia.
La costruzione rimase però abbozzata e realizzata solo in minima parte sino al 1801 quando, per ordine di Napoleone, i lavori ebbero un notevole impulso. La struttura venne edificata con gli stessi scopi di Luigi XIV, ossia difendere l'arsenale di Rochefort dalle incursioni della flotta inglese.
In un primo momento si riscontrarono le medesime difficoltà costruttive evidenziate da Vauban nel Seicento, concernenti la stabilità delle fondamenta. Dovettero infatti essere apposti dei blocchi di pietra a rinsaldare il suolo sabbioso dell'isolotto su cui il forte avrebbe dovuto prendere corpo. Ci si accorse però che la distanza tra le due isole di cui il forte doveva costituire la difesa era eccessiva per la gittata dei cannoni dell'epoca, che non avrebbero impedito il passaggio nello stretto di un'eventuale flotta nemica, perciò il progetto decadde già a partire dal 1809. Nel 1837 l'idea venne ripresa sotto la direzione di Luigi Filippo, a seguito delle rinnovate tensioni col Regno d'Inghilterra. La fortificazione venne finalmente completata nel 1857, con stanze sufficienti a ospitare 250 uomini di guarnigione, anche se ormai il progredire delle tecnologie belliche aveva reso marginale il ruolo del forte.
Sotto la Comune di Parigi il Fort Boyard venne usato per breve tempo come carcere, per essere abbandonato alcuni anni dopo. Presto l'edificio iniziò a deteriorarsi, tanto che alcuni massi crollarono rovinosamente nel mare circostante.
Nel 1961 il governo vendette il forte al dipartimento della Charente Marittima. Sei anni più tardi costituì l'ambientazione del film I tre avventurieri.
Nel 1988 iniziarono importanti lavori di restauro del Fort Boyard, in modo da prepararlo per lo show televisivo che da esso prese il nome di Fort Boyard. Al forte venne portata la corrente elettrica e venne costruita una piattaforma per facilitare l'accesso con le imbarcazioni. Le riprese del programma iniziarono nel 1990. Attualmente esso è ancora il set del programma, che da trent'anni va in onda ogni estate su France 2, e al quale s'ispirò Jocelyn per Il grande gioco dell'oca. Il forte è stato sfruttato anche per versioni del programma prodotte da altre nazioni che ne riprendevano il format, per esempio quello inglese Fort Boyard: l'ultima sfida (Fort Boyard: Ultimate Challenge) fra 2012 e 2014, che è stato trasmesso anche in Italia.

## La struttura
La struttura di Fort Boyard è quanto di più particolare si possa intendere per un forte di difesa marittima. Nella sua costruzione definitiva, infatti, è stato sfruttato tutto lo spazio possibile sul piccolo isolotto per cui la struttura sembra letteralmente sorgere dalle acque.
La struttura è austera, imperiosa, con pareti stondate ai lati e con poche aperture, il che rende la fortezza davvero inespugnabile.
Il cortile interno è molto simile a quello di un carcere, organizzato con due ordini di archi, con passerelle rialzate per accedere più velocemente da un lato all'altro del forte.
L'area dispone oggi di un moderno attracco per le barche ed è guardata a vista da una torre di vedetta che si erge sul tetto della struttura.